# 堀切信号場
座標: 北緯34度44分00秒 東経135度19分22秒 / 北緯34.733199度 東経135.322676度

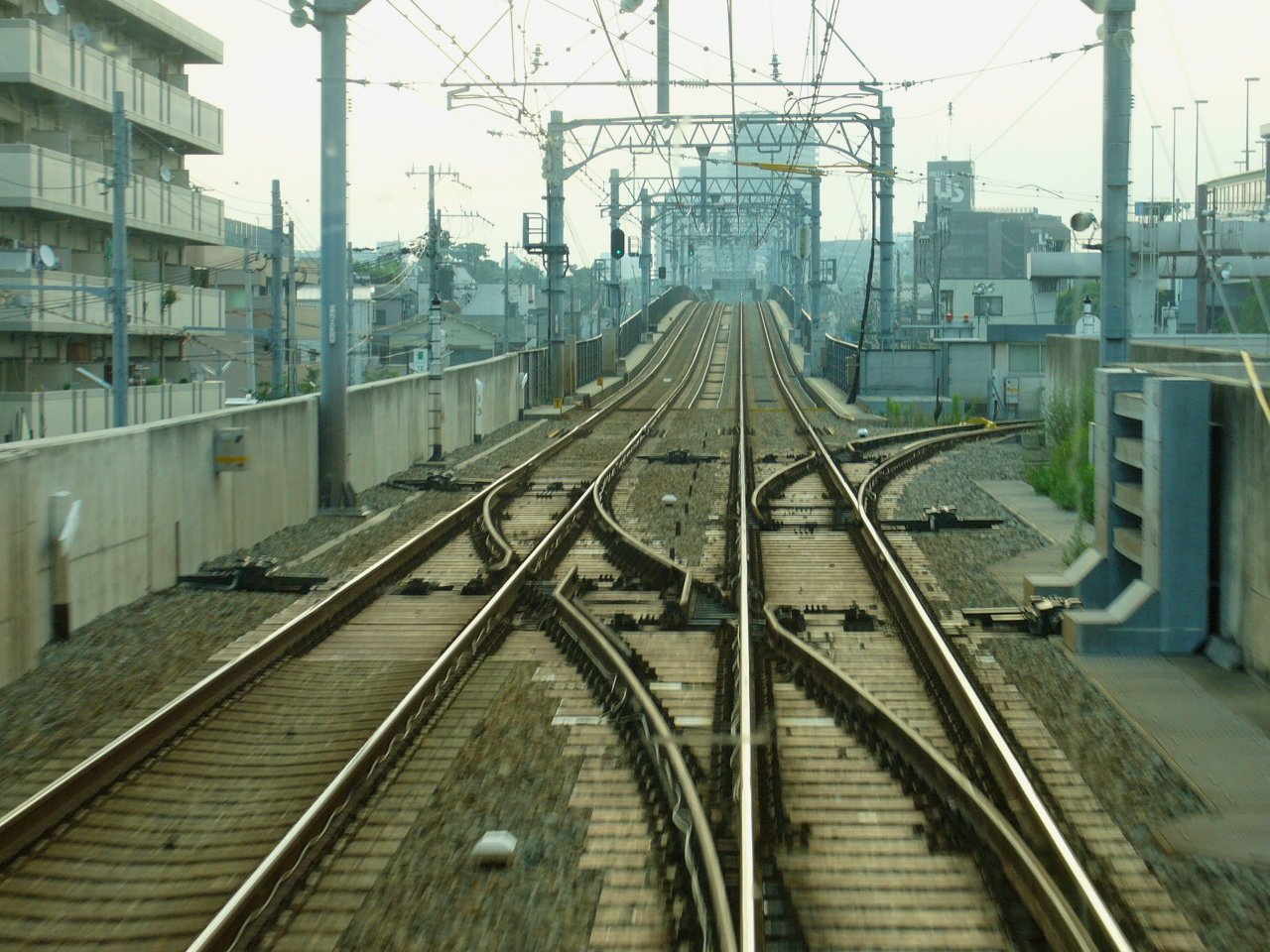
車内から東望
右へ分岐するのが堀切保線基地への線路

堀切信号場（ほりきりしんごうじょう）は、兵庫県西宮市にある阪神電気鉄道本線の信号場である。

## 概要
香櫨園駅と打出駅の間に位置する。当信号場を境に、大阪方面は高架線、神戸方面は地上線となっている。
阪神本線には、もともと今津駅に保線基地が、福島駅に軌道検測車の基地が置かれていたが、それぞれ連続立体交差事業により、今津は高架化、福島は地下化され、いずれも基地を併設できなくなったため、これらの基地を統合して堀切保線基地が設置された。当信号場は同基地と本線を結ぶためのもので、保線用および工事用の機器が出入りする。なお、堀切保線基地は高架構造であり、周囲とは高い外壁に囲まれているため、側道などから内部の様子を窺うことはできない。
2014年9月11日午前2時過ぎ、当信号場内の分岐器上でレール運搬車が脱線し、約4時間後に復旧したがダイヤに大幅な乱れが発生した。事故後、信号場内の横取装置のうち、本線のレールに覆い被さる部分に黄緑色の塗装がなされた。

## 構造
下り線から堀切保線基地への出入り線が分岐し、上下線間の渡り線もある。
なお、本信号場の出入り線や渡り線を使用するのは深夜の保線作業に従事する機器群のみであり、日中の営業列車への影響をなるべく避けるため、分岐器はすべて横取装置となっている。

## 隣の施設
阪神電気鉄道
本線
香櫨園駅 - 堀切信号場 - 打出駅